# ناحیه کورچه
استان کورچه (به آلبانیایی: Rrethi i Korçës) نام یکی از استان‌های سی‌وشش‌گانه کشور آلبانی است.